# Paisley
Paisley (schott.-gäl. Pàislig) ist eine Stadt in den schottischen Lowlands. Sie liegt elf Kilometer westlich von Glasgow. Paisley ist Verwaltungssitz der Unitary Authority Renfrewshire. In der Stadt leben 76.834 Einwohner. Damit ist Paisley die fünftgrößte Stadt Schottlands. Bekannt geworden ist die Stadt nicht zuletzt durch das nach ihr benannte Paisleymuster für Textilien.

## Geografie
Paisley liegt auf einer Höhe von etwa 12 Meter über dem Meeresspiegel um den White Cart Water Bach, der quer durch die Innenstadt verläuft. Am Rande der Stadt liegt die Ortschaft Ralston und einige weitere Siedlungen. Ralston liegt am Ostende der Stadt und grenzt seinerseits an Glasgow. Errichtet wurde die Ortschaft in den 1930er Jahren außerhalb der Stadtgrenze Paisleys, durch eine Neuorganisation der Kreisbehörden in den 1990er-Jahren zählt sie heute allerdings als Vorort von Paisley.

## Geschichte
Die Industrielle Revolution, insbesondere in der Textilindustrie, machte aus einem kleinen Marktdorf eine wichtige Industriestadt des 18. Jahrhunderts. Als Seide 1790 außer Mode geriet, wandten sich die Zwirnereien der Nachahmung der edlen Shawls aus Kaschmir zu und produzierten Cashmere-Tücher unter dem Namen Paisley. Unter Führung von Thomas Coats (1809–1893) wurde Paisley zum Weltmarktführer für Garnhandel. Die Weber schlossen sich 1790 zu Protesten zusammen, zwischen 1816 und 1820 eskalierte die Auflehnung im Radical War, der Aufstand scheiterte jedoch. 1822 war die Errichtung der Paisley Barracks vollendet, von diesem Zeitpunkt an war das Militär permanent in der Stadt präsent. Die Wirtschaftskrise von 1841 bis 1843 traf Paisley schwer, beinahe alle Fabriken mussten schließen, 67 der 112 Fabrikbesitzer waren bankrott. Überproduktion, der Zusammenbruch des Tuchhandels im Zuge der Baumwollhungersnot und ein allgemeiner Einbruch in der Textilindustrie hatten zu technischen Veränderungen geführt, die die Wichtigkeit der Weber drastisch reduzierte. Ein Viertel der Bevölkerung war auf Armenfürsorge angewiesen. Politisch verblieben die Fabrikbesitzer allerdings noch lange in den mächtigsten Positionen der Stadt. Premierminister Sir Robert Peel sicherte der Stadt gesonderte finanzielle Hilfe zu, sandte seine eigenen Berater zur Überwachung des Wiederaufbaus der Stadt aus und überredete Queen Victoria dazu, in der Öffentlichkeit stets Paisley-Produkte zu tragen, damit die Nachfrage wieder angeregt werde.
Zwischen 1793 und 1918 war Paisley Standort der Whiskybrennerei Saucel, die zu den größten ihrer Art in Schottland gehörte.
Die industriellen Wurzeln der Stadt machten Paisley trotz ihrer geringen Größe zur Zielscheibe für die deutsche Luftwaffe im Zweiten Weltkrieg. Die Bombardierung war zwar nicht mit der Glasgows zu vergleichen, dennoch fielen einige hundert Menschen den Fliegerangriffen zum Opfer. Am 6. Mai 1941 tötete eine einzelne Luftmine in den frühen Morgenstunden 92 Menschen; dies gilt als die größte Tragödie in der Geschichte der Stadt. Die Gleniffer Braes am Südrand Paisleys beherbergen mehrere „Vogelkojen“ (Flugplatz-Attrappen) der RAF. Nach der Luftschlacht um England wurden diese unter dem Code-Namen Starfish Decoy zur Verwirrung deutscher Bombenflugzeugbesatzungen verwandt.
In Paisley trug sich der landläufig als Paisley Snail bezeichnete Vorfall zu, der als Präzedenzfall Donoghue v Stevenson in die britische Rechtsgeschichte einging und grundlegend für die Weiterbildung des britischen Deliktsrechts war. 1928 fand eine Frau in einem Café angeblich eine tote Schnecke in einer Flasche Ingwerbier und wurde krank. Sie verklagte den Hersteller auf Schadenersatz. Bis zu diesem Zeitpunkt konnte ein Hersteller nur auf der Grundlage eines vorherigen expliziten Vertrags mit dem Geschädigten haftbar gemacht werden. Das Verfahren ging durch alle Instanzen, und die letztinstanzliche Entscheidung des House of Lords bestimmte, dass Hersteller und andere Mitbürger auch unabhängig von vertraglichen Vereinbarungen für fahrlässig verursachte absehbare Schäden haftbar sind. 

## Religion
Paisley ist ein wichtiges historisches Zentrum des christlichen Glaubens in Schottland. Stadtpatron ist der Hl. Mirin (auch Mirren); ein irischer Mönch und Missionar des 6./7. Jahrhunderts. Er gründete und leitete eine Ordensgemeinschaft, baute eine kleine Kapelle und soll die Gebeine des hl. Andreas nach Schottland überführt haben; nach seinem Tod wurde Paisley zum Wallfahrtsort. Paisley Abbey wurde im 12. Jahrhundert als Stift errichtet und ist bis heute eine der bedeutendsten Sehenswürdigkeiten der Stadt. Im 13. Jahrhundert wurde das Stift zum Kloster erhoben. Über mehrere Jahrhunderte hinweg bis zur schottischen Reformation diente die Abtei als kirchliches Zentrum eines großen Gebietes rund um Renfrewshire. Im Zuge der Reformation wurden die religiösen Zentren in kleinere Gemeinden unterteilt. In der Church of Scotland bildet Paisley einen Teil des Presbyteriums von Greenock und Paisley in der Synode von Clydesdale.
Weitere christliche Konfessionen zogen mit den Wanderarbeitern der industriellen Revolution nach Paisley ein. Das römisch-katholische Bistum Paisley, begründet 1947, hat seinen Bischofssitz in der St Mirin’s Cathedral. Paisley ist außerdem Teil des Episcopalen (anglikanischen) Bistums Glasgow und Galloway, dessen Zentrum liegt seit 2004 in der Holy Trinity und der St Barnabas Church im Stadtzentrum. Aktuell befinden sich zwei baptistische Kongregationen in Paisley: die Thomas Coats Memorial Baptist Church und die Central Baptist Church. In Paisley liegt außerdem ein Versammlungshaus der Kirche Jesu Christi der Heiligen der letzten Tage.
Weitere kleine religiöse Gruppen bestehen in der Stadt: Die Methodist Church of Great Britain hat eine Kirche und ein Gemeindezentrum gegenüber der Paisley Abbey, das Glaubenszentrum ist Teil der Methodistenvereinigung der Gemeinden Ayrshire und Renfrewshire. Eine Gruppe von Christadelphians kommen in einem Gemeindezentrum auf der Alice Street zusammen.

## Infrastruktur

### Verkehr
Über die M8 ist Paisley an das britische Autobahnsystem angeschlossen, die Schnellstraße verbindet die Stadt mit Greenock im Westen und Glasgow im Osten. Der Streckenabschnitt ist außerdem Teil der Europastraße E05 von Greenock nach Algeciras (Südspitze Spaniens). Eine Reihe weiterer Hauptverkehrsstraßen wie die A726, A737 und A761 schließen Paisley an seine Umgebung an. 
Ein ÖPNV-Netz ermöglicht einfaches Reisen und Pendeln in Paisley und ganz Strathclyde.
Die Stadt ist Teil des National Rail Netzwerkes. Sie hat vier Stationen und ist über das Bahnliniensystem direkt an die Innenstadt Glasgows und Inverclydes sowie die Küste von Ayrshire angebunden. Bahnlinien gibt es auch zum Fährhafen mit Verbindung nach Dunoon, der Isle of Arran, der Isle of Bute und Nordirland.
In Ayrshire liegt außerdem der Glasgow Prestwick Airport. Auch Glasgows International Airport, Schottlands größter Flughafen, liegt wenige Kilometer entfernt auf dem Territorium von Paisley im nördlichen Abbotsinch; eine direkte Bahnverbindung gibt es dorthin bislang allerdings nicht. 

### Bildung
In Paisley liegt der Hauptcampus der jungen Universität Westschottlands, die 2007 aus einer Zusammenführung der University of Paisley und dem Bell College in Hamilton (South Lanarkshire) hervorging. Die University of Paisley erhielt den Status einer Volluniversität 1992, zuvor wurde sie als Technische Hochschule Paisley geführt. An der gesamten Universität studieren mittlerweile über 18.000 Studenten. 
Das Weiterbildungs-Kolleg West College Scotland hat ebenfalls einen Campus in der Stadt; diese Institution war früher bekannt als Reid Kerr College. Paisley liegt zudem nur etwa 15 Kilometer von der University of Glasgow und 17 Kilometer vom renommierten Royal Conservatoire of Scotland (ehemals Royal Scottish Academy of Music and Drama, RSAMD) entfernt.
Aktuell gibt es vier staatliche Gesamtschulen in Paisley: Die Paisley Grammar School, die Castlehead High School, die St. Andrew’s Academy und die Gleniffer High School. Paisley Grammar wurde bereits 1576 gegründet und war eine von zwei Oberschulen (Gymnasien) der Stadt, die andere war das ehemalige John Neilson Institut (später John Neilson High School), gegründet 1852. Drei andere weiterführende Schulen gingen in den verbleibenden vier Gesamtschulen auf. Die St Andrew’ Academy befindet sich in römisch-katholischer Trägerschaft, die anderen Schulen sind nicht konfessionell gebunden.

### Sport
St Mirren F.C. ist Paisleys einziges professionelles Fußballteam, aktuell spielt der Verein in der Scottish Premiership (1. Liga).

## Kultur
2015 bewarb sich die Stadt auf den Titel der Kulturhauptstadt Großbritanniens 2021. Die Bewerbung ist Teil eines breit angelegten Bestrebens, die geschichtliches und kulturelles Erbe der Stadt für einen Tourismuszustrom und den damit verbundenen wirtschaftlichen Aufschwung zu nutzen. In den Umbau des Paisley Museums sollen im Rahmen dieses Bestrebens 56,7 Millionen Pfund investiert werden.
Am 15. Juli 2017 wurden die fünf finalen Kandidaten verkündet, Paisley ist als einzige schottische Ortschaft unter den Finalisten. Die übrigen sind Coventry, Stoke-on-Trent, Sunderland and Swansea.

## Bilder

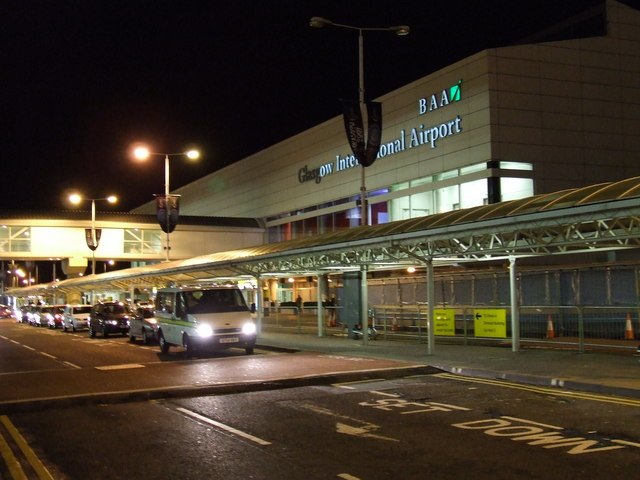
Glasgow International Airport
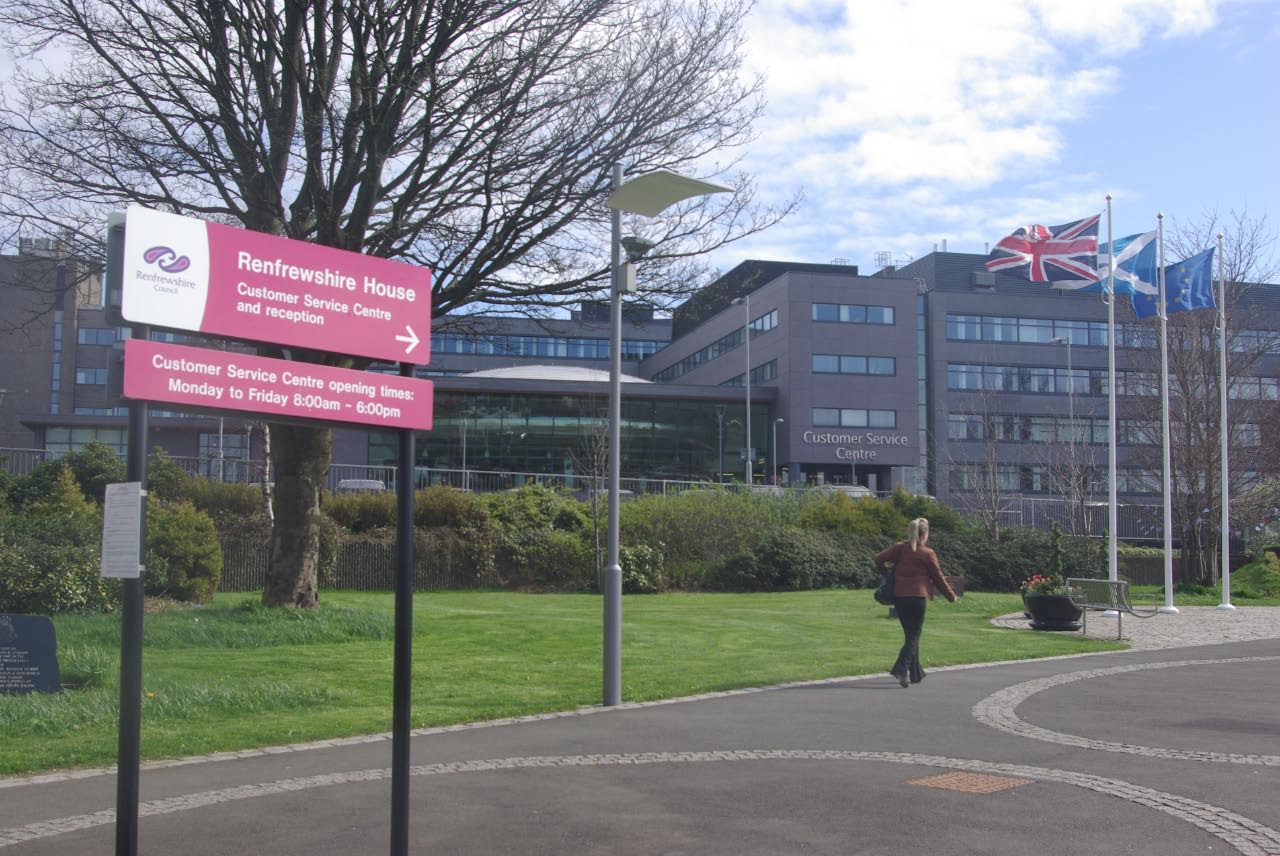
Renfrewshire House, headquarters of Renfrewshire Council
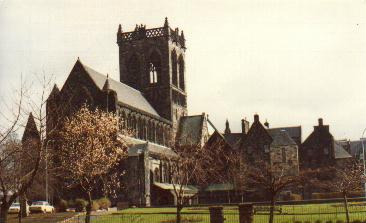
Paisley Abbey war Grabstätte vieler schottischer Könige des House of Stewart während des 13., 14. und 15. Jahrhunderts
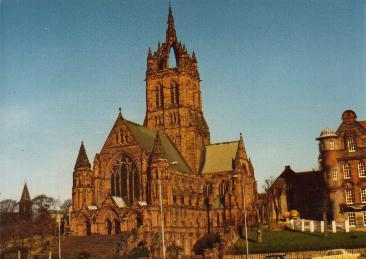
Thomas Coats Memorial Church
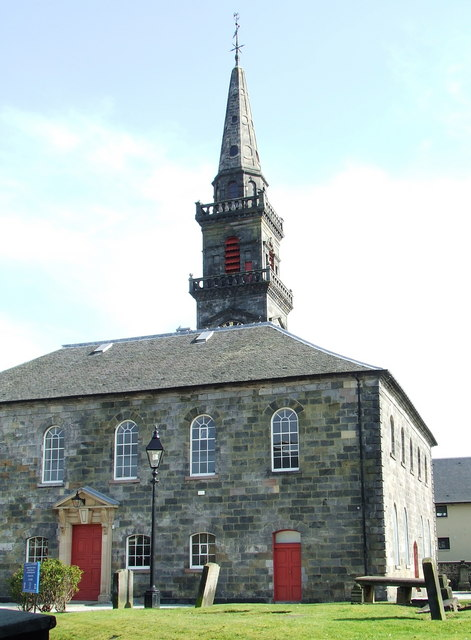
Trinity Church (Episcopal)
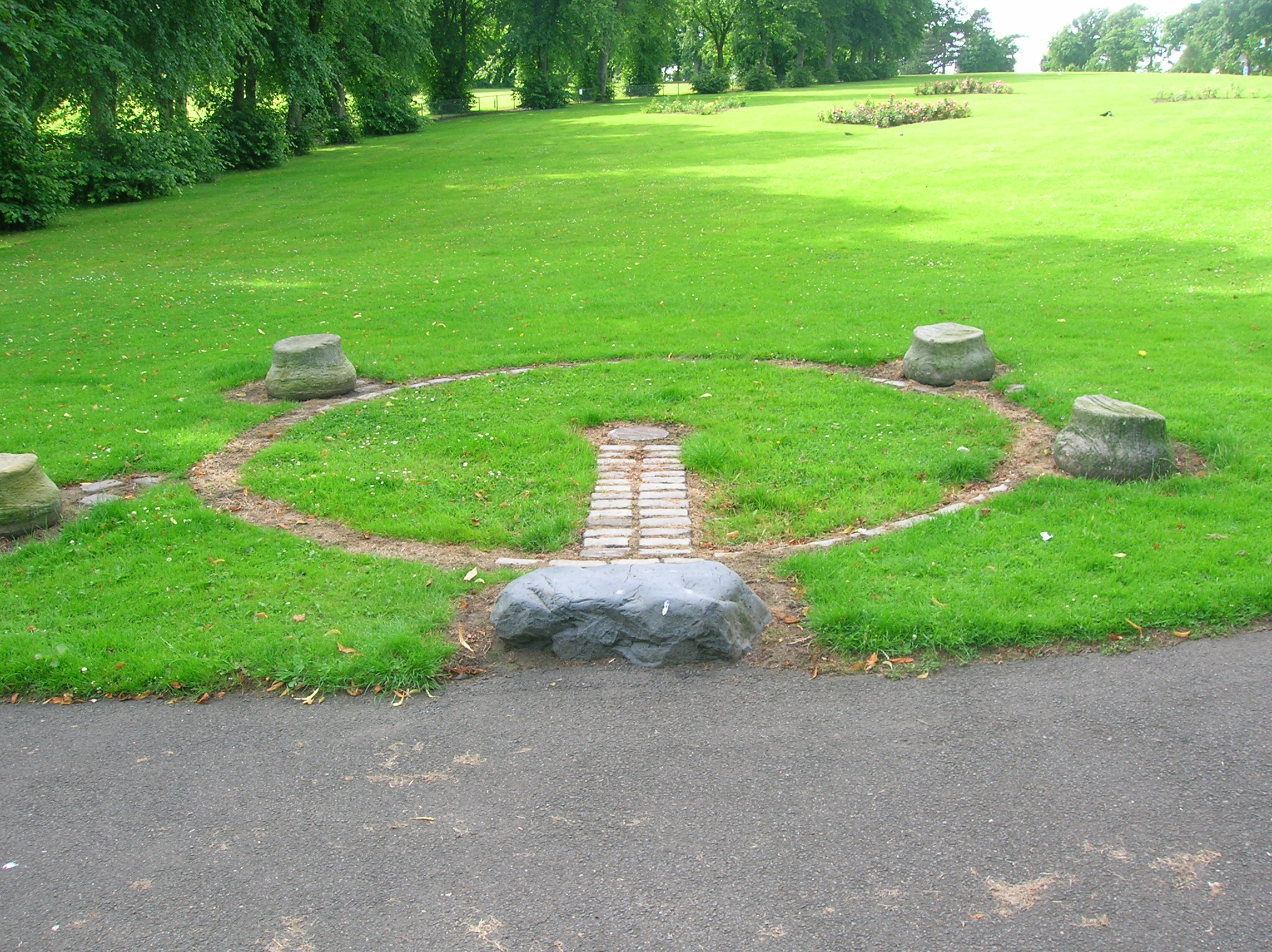
Dooslan-Stein im Brodie Park
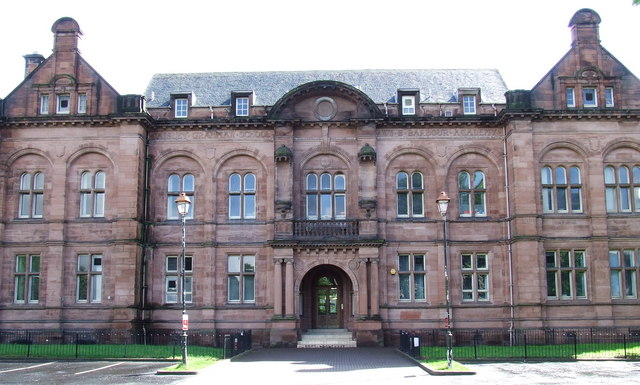
Paisley Grammar School, heute staatliche Comprehensive School
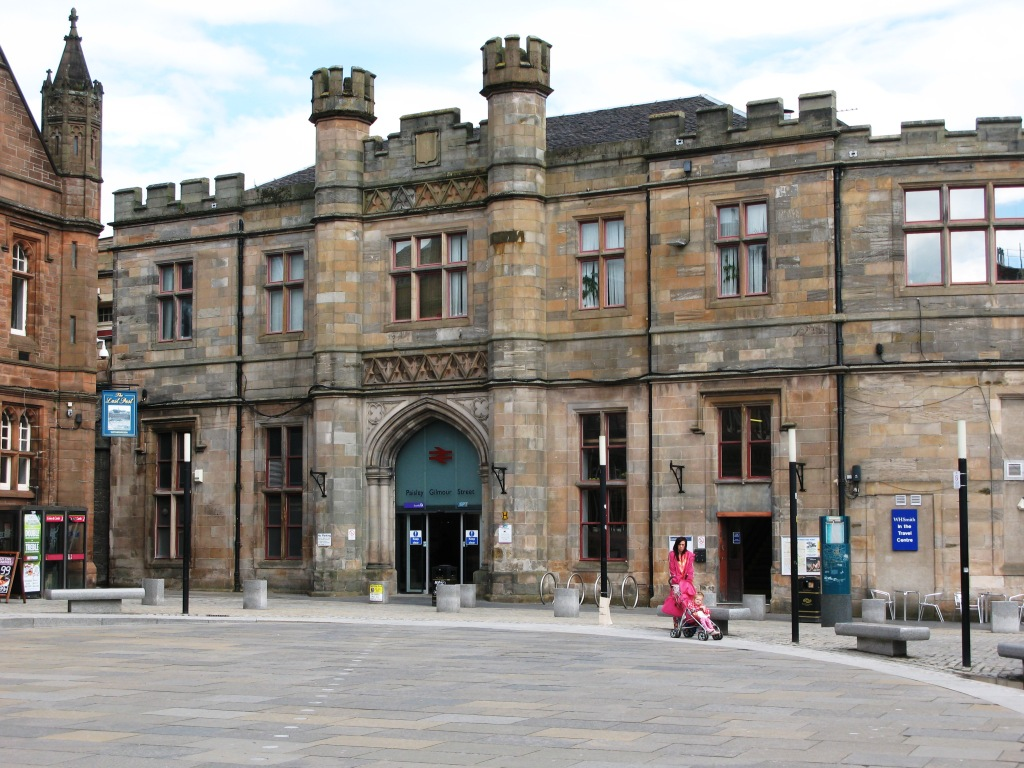
Paisley Gilmour Street Bahnstation.
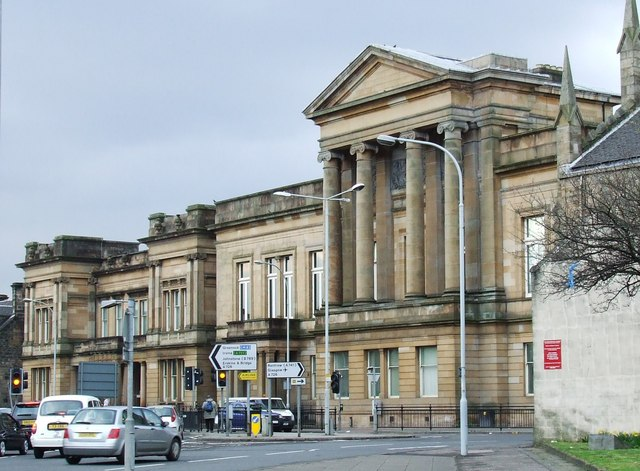
Paisley Sheriff Court und frühere County Gebäude
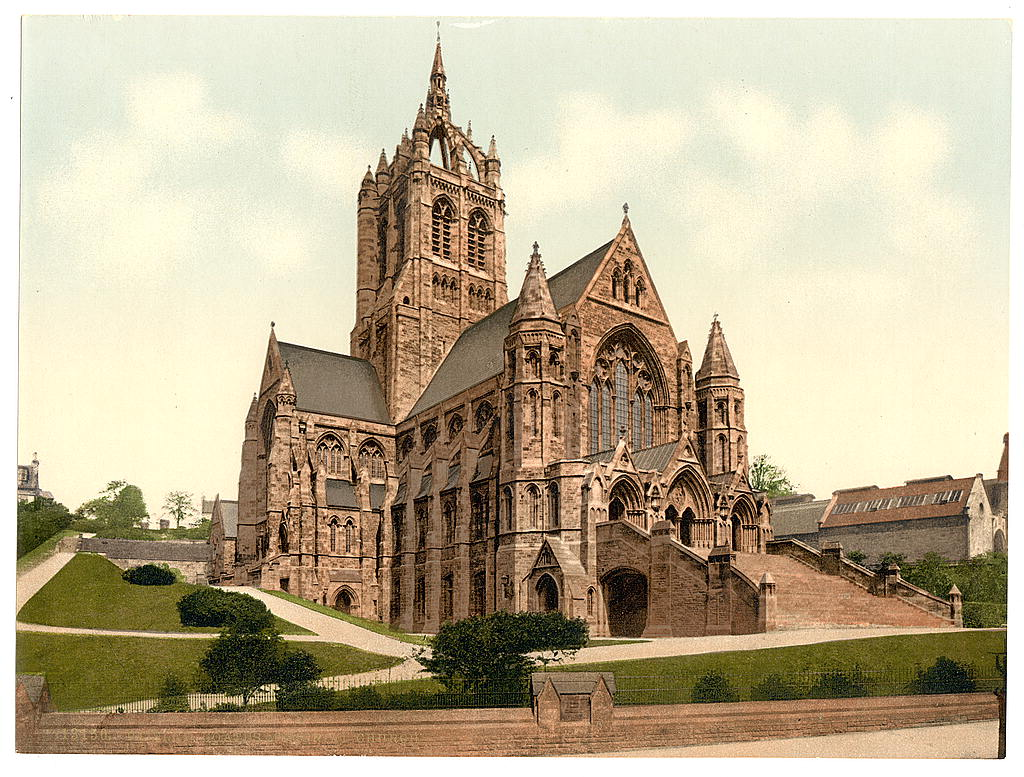
Coates Memorial Church, ca. 1890–1900.
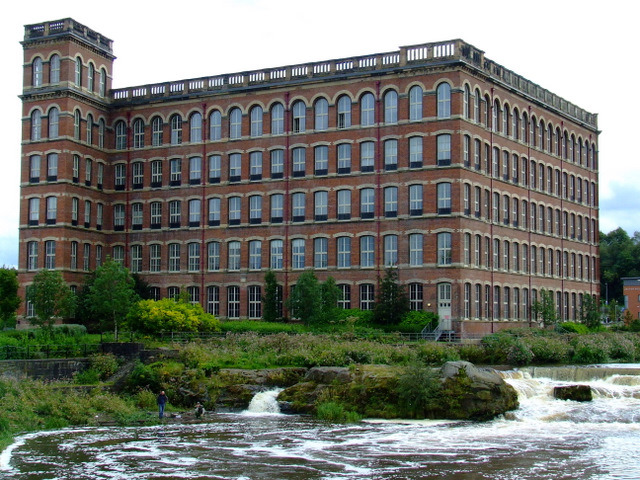
The Anchor Mills (1886)
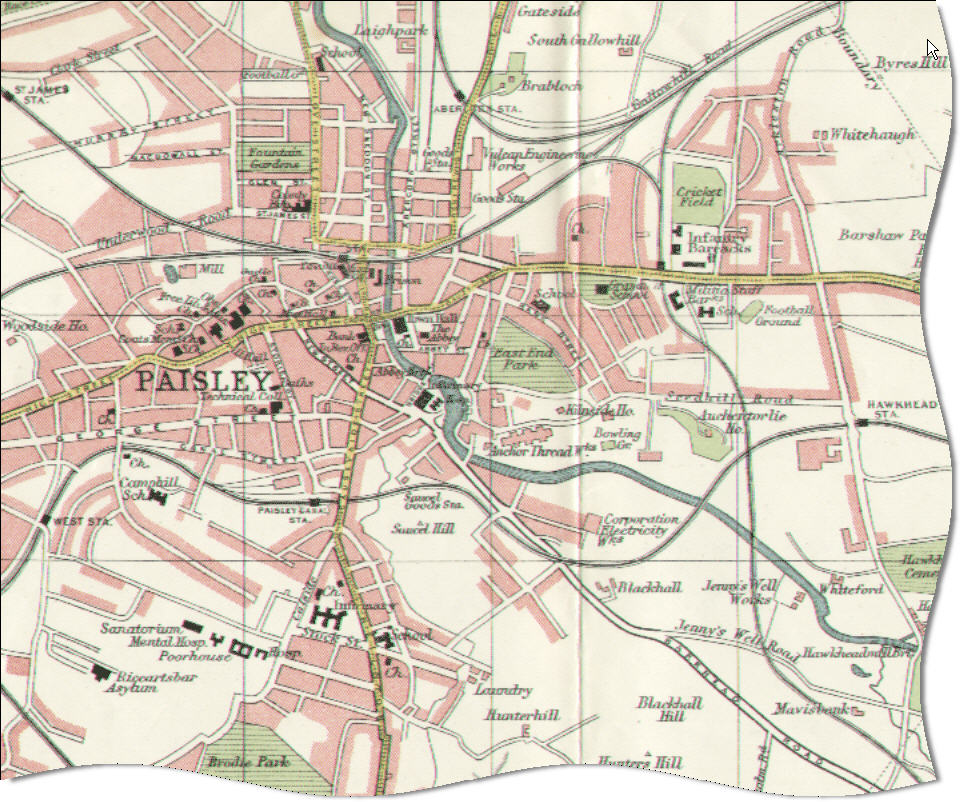
Kartenansicht von Paisley, 1923
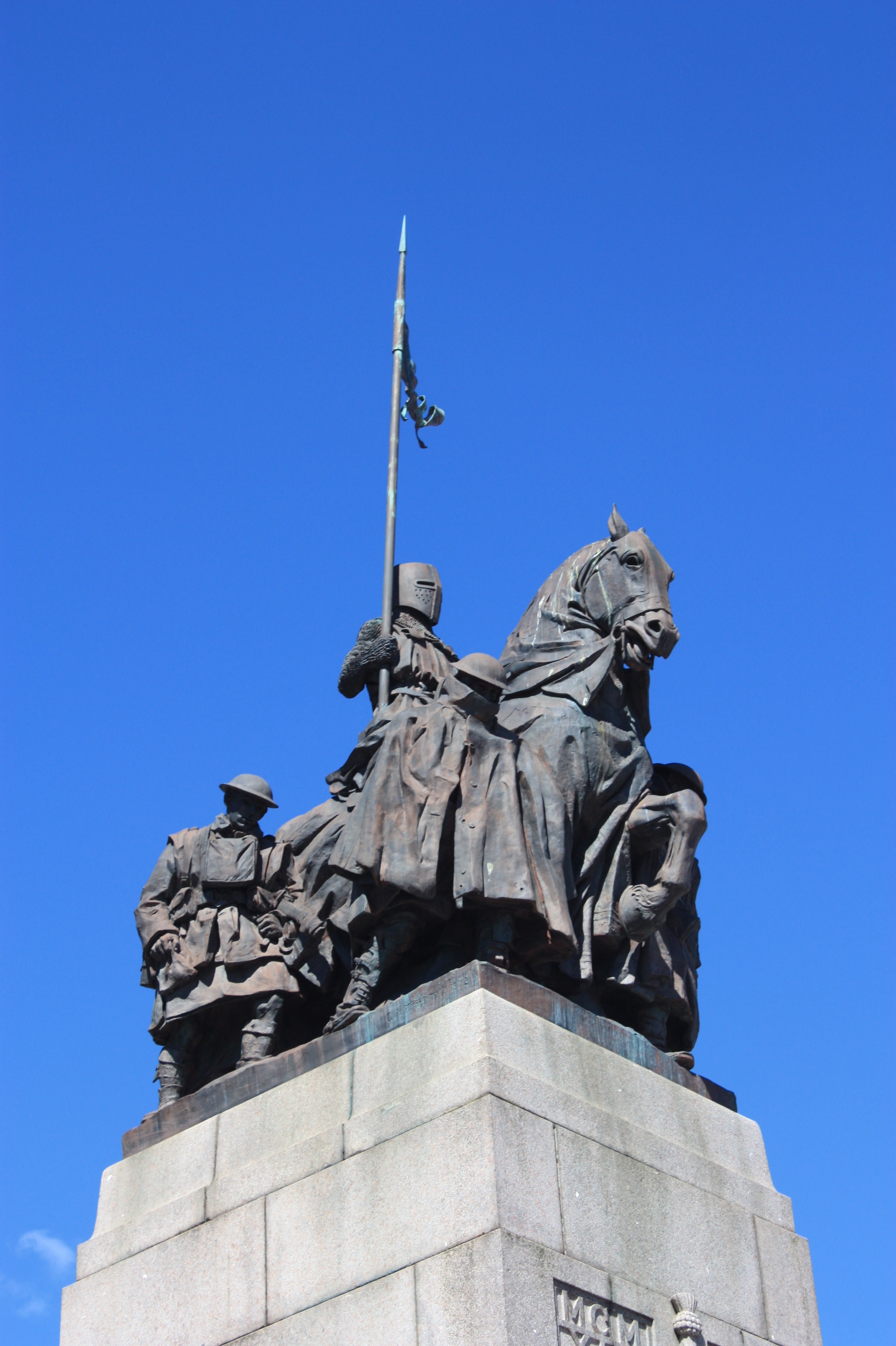
Paisleys Kriegsgedenkstätte
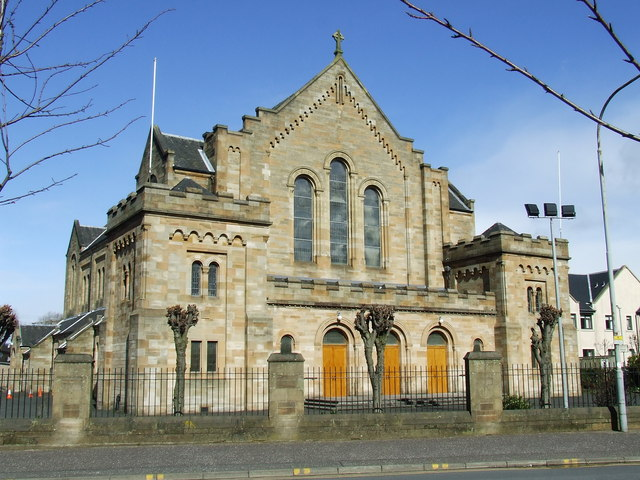
Römisch-katholische Kathedrale St Mirin

## Internationale Partnerschaften
Paisley unterhält Städtepartnerschaften mit:
- Fürth,  Deutschland, seit 1969
- Gladsaxe,  Dänemark, seit 1990

## Söhne und Töchter der Stadt
Historisch war Paisley bekannt als religiöse Heimat des House of Stewart. Diese stammten von Walter FitzAlan ab, dem ersten High Steward of Scotland und Gründer der Abtei Paisley. Die Stewarts wurden schließlich Königsfamilie von Schottland und Britannien. Die sechs High Stewarts sind in der Abtei beerdigt, außerdem liegt dort Marjorie Bruce – die älteste Tochter von Robert I. (Robert the Bruce) – welche Walter Stewart, den 6. High Steward heiratete und die Stewart-Dynastie begründete. Überliefert ist, dass der erste Stewart-König Schottlands und Sohn von Marjorie Bruce und Walter Stewart, Robert II., in der Abtei zur Welt kam. Sein Sohn wiederum, Robert III. liegt dort begraben.
Ronald Reagans Ur-ur-Großeltern mütterlicherseits, Claude Wilson und Margaret Downey, heirateten am 23. Mai 1807 in Paisleys High Church.
Weitere bekannte Persönlichkeiten sind in Paisley geboren oder aufgewachsen:
- William Wallace (um 1270–1305), schottischer Freiheitskämpfer
- Marjorie Bruce (1296–1316), Tochter des schottischen Königs Robert I. und dessen erster Ehefrau Isabella von Mar
- Robert II. (1316–1390), König von Schottland
- Alexander Wilson (1766–1813), US-amerikanischer Ornithologe, Dichter, Zeichner und Schriftsteller
- Robert Tannahill (1774–1810), Dichter
- Hector Craig (1775–1842), US-amerikanischer Politiker
- Alexander Gardner (1821–1882), US-amerikanischer Porträt-Fotograf
- William Hart (1823–1894), US-amerikanischer Landschaftsmaler
- William Notman (1826–1891), Fotograf
- Walter Shirlaw (1838–1909), schottisch-amerikanischer Maler, Graveur und Illustrator
- H. H. Asquith (1852–1928), Parlamentsmitglied für Paisley 1920–1924, außerdem britischer Premierminister 1908–1916
- William Sharp (1855–1905), Schriftsteller
- Arthur Henderson (1863–1935), Captain der British Army
- Robert Broom (1866–1951), südafrikanischer Arzt und Paläontologe
- Thomas Glen-Coats (1878-1954), Regattasegler
- John Jackson (1887–1958), Astronom
- Jimmy Kinnon (1911–1985), Gründer von Narcotics Anonymous
- Archie Scott-Brown (1927–1958), Autorennfahrer
- Kenneth McKellar (1927–2010), Tenor
- John Cunningham (1938–2021), römisch-katholischer Kanonist, Theologe und Bischof von Galloway
- Tom Conti (* 1941), italienisch-schottischer Schauspieler, Bühnenregisseur, Theaterdirektor und Romanautor
- Joe Egan (1946–2024), Sänger und Songschreiber
- Gerry Rafferty (1947–2011), Sänger und Songschreiber
- Archie Gemmill (* 1947), Fußballspieler
- David Hay (* 1948), Fußballspieler und -trainer
- Tom Forsyth (1949–2020), Fußballspieler
- Brendan Mullen (1949–2009), Nachtklubbesitzer, Musikpromoter und Autor
- John Byrne (* 1940), Künstler und Dramaturg
- Hugh Henry (* 1952), Politiker der Labour Party
- Sandra Osborne (* 1956), Politikerin
- Phyllis Logan (* 1956), Schauspielerin[21]
- Kelly Marie (* 1957 als Jacqueline McKinnon), Sängerin
- Momus (* 1960 als Nicholas „Nick“ Currie), Musiker, Songwriter, Autor, Blogger, ehemals Journalist für Wired
- Bernie Slaven (* 1960), irischer Fußballspieler
- Ann McKechin (* 1961), Politikerin
- Steven Moffat (* 1961), Drehbuchautor[21][22]
- Wendy Alexander (* 1963), Politikerin der Labour Party mit Sitz im britischen Parlament (House of Commons)
- James Peace (* 1963), Komponist
- Dave McPherson (* 1964), Fußballspieler
- Gordon Durie (* 1965), Fußballer, heute Immobilienmakler
- Owen Coyle (* 1966), Fußballspieler, heute -trainer
- Rankin (* 1966 als John Rankin Waddell), Porträt- und Modefotograf
- Douglas Alexander (* 1967), Politiker der Labour Party, aktuell Schatten-Außenminister im britischen Parlament (House of Commons)
- George Adam (* 1969), Politiker der SNP, gewählter Repräsentant Paisleys im schottischen Parlament
- Paul Lambert (* 1969), Fußballspieler, heute -trainer
- George Adam (* 1969), Politiker
- Gerard Butler (* 1969), Schauspieler[21]
- Paul McGillion (* 1969), kanadischer Schauspieler
- Derek McInnes (* 1971), Fußballspieler, heute -trainer
- Craig McNicoll (* 1971), Eisschnellläufer
- David Tennant (* 1971), Schauspieler und Synchronsprecher[21]
- Brian O’Neil (* 1972), Fußballspieler
- Steven McGarry (* 1979), Fußballspieler
- Paul Gallacher (* 1979), Fußballspieler
- Jamie Langfield (* 1979), Fußballspieler
- Robert Archibald (1980–2020), Basketballspieler
- Robbie Neilson (* 1980), Fußballspieler und -trainer
- Stuart Benson (* 1981), Bobfahrer
- Alasdair Strokosch (* 1983), Rugbyspieler
- Joanne Love (* 1985), Fußballspielerin
- Lennie Waite (* 1986), Hindernisläuferin
- Ross Anderson (* 1987), Schauspieler
- Paolo Nutini (* 1987), Musiker und Singer-Songwriter[21]
- Paul Paton (* 1987), Fußballspieler
- Mark Rowley (* 1990), Schauspieler und Synchronsprecher
- Callum Hawkins (* 1992), Leichtathlet
- Ross Docherty (* 1993), Fußballspieler
- Mhairi Black (* 1994), Politikerin der SNP (jüngste Abgeordnete im House of Commons)
- Rebekka Findlay (* 1994), Badmintonspielerin
- Barrie McKay (* 1994), Fußballspieler
- Jason Naismith (* 1994), Fußballspieler
- Kyle Turner (* 1997), Fußballspieler
- John Bell (Schauspieler, 1997), Schauspieler
- Connor Thomson (* 2001), Tennisspieler